# Big Poppa
«Big Poppa» — второй сингл американского рэпера The Notorious B.I.G. из его дебютного студийного альбома Ready to Die, выпущенный 30 декабря 1994 года на лейбле Bad Boy Records.
Песня ознаменовала серьёзное изменение стиля по сравнению с хардкорным, агрессивным стилем ранних работ Бигги. В музыке использовалась более мягкая эстетика джи-фанка Западного побережья, в то время как Бигги стали воспринимать как нового обожаемого женщинами персонажа. Продюсер Easy Mo Bee отметил: «Внезапно его голос успокоился. Это стало его новым вокальным стилем». Журнал Spin назвал песню «долгожданным ответом Восточного побережья на джи-фанк манифесты Доктора Дре».
Сингл достиг 6 места в чарте Billboard Hot 100, 4 места в чарте Hot R&B/Hip-Hop Songs и 1 места в чарте Hot Rap Singles. А также занял 63 место в чарте UK Singles Chart в Великобритании. Сингл был сертифицирован как «платиновый» 23 мая 1995 года.
«Big Poppa» был номинирован на премию «Грэмми» за лучшее сольное рэп-исполнение на 38-й церемонии вручения премий «Грэмми» 1996 года.
Песня была засемплирована более, чем 80 раз артистами различных жанров, использовалась в фильмах, таких как Гонка, Хардбол, SuperПерцы, Ноториус, телесериале Трудности ассимиляции и ток-шоу Поздней ночью с Джимми Фэллоном.
Официальный ремикс, выпущенный в 1995 году с участием Джермейна Дюпри, называется «Big Poppa (So So Def Remix)», в нём есть похожая лирика (Дюпри заменяет Паффа Дэдди), а также у Бигги появляется новый третий куплет. Этот ремикс был выпущен как сингл.

## Предыстория и содержание
Название песни основано на одном из многочисленных прозвищ The Notorious B.I.G. Строка «I love it when you call me Big Poppa» (с англ. — «Я люблю, когда вы называете меня Большим Папой») была засемплирована из его куплета из песни Super Cat «Dolly My Baby», выпущенной в 1993 году. Песня также содержит известный семпл из песни The Isley Brothers «Between The Sheets» (1983). В песне также есть отсылка на артиста лейбла Bad Boy — Craig Mack в строчке «now check it, I got more Mack than Craig in the bed…» (с англ. — «Проверяйте, у меня больше навыков в спальне, чем у Крейга»).
В апрельском номере журнала XXL за 2004 год продюсер и участник супер-группы продюсеров The Hitmen, Nashiem Myrick, рассказал о том, что бит изначально был создан для рэпера Mr. Cheeks из группы The Lost Boyz:

Пафф сказал, что хочет использовать семпл «Between The Sheets». Он сказал - нарежьте семпл. Я и Чаки работали над ней - тогда мы перевезли нашу студию на студию The Hit Factory, и мы спродюсировали эту песню там. Эта песня была написана на самом деле для Mr. Cheeks из группы The Lost Boyz. Мы дали эту песню The Lost Boyz. А потом что-то случилось, и Пафф сказал: «Верни эту песню, заберите её у него». Мы обменяли её на другой трек. Помните ту песню «Jeeps, Lex Coups, Bimaz & Benz?». Этот трек Easy Mo Bee сделал для Крейга Мака. Он должен был выйти после сингла «Flava In Ya Ear», но Крейгу она не понравилась. Он не мог рифмовать под неё или что-то. Так что в итоге мы обменяли этот трек на «Big Poppa». Обе эти песни стали хитами, так что я думаю, это была хорошая сделка.

В том же номере бывший редактор журнала The Source, Matteo «Matt Lyphe» Capoluongo (также известный как Matty C), сказал, что идея с семплом принадлежит Бигги:

Я думаю, что ещё одно важное заблуждение относительно создания этого альбома, в продакшене этого альбома, состоит в том, что люди думают, что именно Паффи придумал эти творческие, запоминающиеся семплы для Бигги, чтобы он зарифмовал поверх них. Биг сам был очень сообразителен, думая об этих семплах. Я точно помню, как он говорил мне: «Я собираюсь зарифмовать поверх этого «Bonita Applebum» (сингл группы A Tribe Called Quest 1990 года, в котором был семпл The Isley Brothers «Between the Sheets»)». Это была его идея. Так появился «Big Poppa».

## Наследие
Помимо того, что песня использовалась в нескольких фильмах, она была использована группой The LOX для трибьюта «We’ll Always Love Big Poppa» как дань B.I.G., который был убит в 1997 году. Рэпер Omarion семплировал слова в своей песне «Let’s Talk» (2012). Испанская версия припева была использована в рекламе ресторанов быстрого питания Taco Bell под названием «Grande Papi» (2013). Уилл Феррелл исполнил комедийную версию песни, изображая певца Роберта Гуле в эпизоде Saturday Night Live. Металкор-группа A Plea For Purging исполнила песню как отдельный сингл. Эта песня звучит в первом эпизод сериала Netflix Ей это нужно позарез.

## Появление в фильмах
Появление «Big Poppa» в фильмах было составлено на основе списка фильмов на сайте IMDb.
- В 1998 году песня использовалась в фильме Гонка.
- В 2001 году песня использовалась в фильме Хардбол.
- В 2007 году песня использовалась в фильме SuperПерцы.
- В 2009 году песня использовалась в биографическом фильме Ноториус.
- В 2012 году песня использовалась в фильме Чего ждать, когда ждёшь ребёнка.
- В 2014 году песня использовалась в ток-шоу Поздней ночью с Джимми Фэллоном, в эпизоде «Justin Timberlake» от 21 февраля 2014 года.
- В 2015 году песня использовалась в телесериале Трудности ассимиляции, в эпизоде «Pilot» от 4 февраля 2015 года.
- В 2016 году песня использовалась в фильме Хеллоуин Мэдеи.
- В 2018 году песня использовалась в фильме Дядя Дрю.
- В 2018 году песня использовалась в игровом шоу Beat Shazam, в эпизоде «Episode #2.3» от 12 июня 2018 года.
- В 2018 году песня использовалась в телесериале Морская полиция: Спецотдел.

## Список композиций

### Винил12"
Сторона А
1. «Big Poppa» (Club Mix) — 4:13
2. «Warning» (Club Mix) — 3:41
3. «Big Poppa» (Instrumental) — 4:13

Сторона Б
1. «Big Poppa» (Radio Edit) — 4:13
2. «Warning» (Radio Edit) — 2:57
3. «Warning» (Instrumental) — 3:41

### Винил7"
Сторона А
1. «Big Poppa» (Radio Edit) — 4:13

Сторона Б
1. «Warning» (Radio Edit) — 2:57

### CD-сингл
1. «Big Poppa» (Club Mix) — 4:13
2. «Warning» (Club Mix) — 3:41
3. «Big Poppa» (Instrumental) — 4:13
4. «Warning» (Instrumental) — 3:41

### Аудиокассета
Сторона А
1. «Big Poppa» (Club Mix) — 4:13
2. «Warning» (Club Mix) — 3:41

Сторона Б
1. «Big Poppa» (Club Mix) — 4:13
2. «Warning» (Club Mix) — 3:41

### Винил12" (Big Poppa / Who Shot Ya? / Warning) (20 февраля 1995 года)
Сторона А
1. «Big Poppa» (Club Mix) — 4:13
2. «Big Poppa» (Club Remix) — 4:11
3. «Who Shot Ya?» (Club Mix) — 5:19
4. «Big Poppa» (Instrumental) — 4:13

Сторона Б
1. «Big Poppa» (Radio Edit) — 4:12
2. «Who Shot Ya?» (Radio Edit) — 5:19
3. «Big Poppa» (Club Remix Instrumental) — 4:11
4. «Who Shot Ya?» (Instrumental) — 5:09
5. «Warning» (Club Mix) — 3:41

### Цифровая дистрибуция(iTunes/Apple) (2014)
1. «Big Poppa (Club Mix)» — (4:13)
2. «Big Poppa (Instrumental)» — (4:13)
3. «Big Poppa Remix (Club Mix)» — (4:12)
4. «Big Poppa Remix (Instrumental)» — (4:12)
5. «Big Poppa (Radio Edit)» — (4:12)

## Чарты

### Еженедельные чарты
| Чарт (1994–95)        | Высшая позиция |
| --------------------- | -------------- |
| UK Singles Chart      | 63             |
| Billboard Hot 100     | 6              |
| Hot R&B/Hip-Hop Songs | 4              |
| Hot Rap Songs         | 1              |

### Итоговые годовые чарты (синглы)
| Год  | Песня       | Позиции в чартах                                |
| Год  | Песня       | Лучшие синглы США 1995 года по версии Billboard |
| ---- | ----------- | ----------------------------------------------- |
| 1995 | «Big Poppa» | 47                                              |

## Сертификация
| Регион | Сертификация | Продажи    |
| --- | ------------ | ---------- |
| Великобритания (BPI) | Платиновый   | 600 000    |
| США (RIAA) · «Big Poppa» | Платиновый   | 1,000,000^ |
| ^ Данные о тиражах приведены только на основе сертификации. · Данные о продажах + прослушиваниях приведены только на основе сертификации. |              |            |

## Награды и номинации
В 1996 году сингл «Big Poppa» был номинирован на премию «Грэмми» за лучшее сольное рэп-исполнение на 38-й церемонии вручения премий «Грэмми», но проиграл песне Coolio «Gangsta’s Paradise».
| Награда       | Год  | Номинированная работа | Категория                     | Результат |
| ------------- | ---- | --------------------- | ----------------------------- | --------- |
| Grammy Awards | 1996 | «Big Poppa»           | Лучшее сольное рэп-исполнение | Номинация |